# Charlie Crickmore
Charles Alfred Crickmore (11 tháng 2 năm 1942 – 11 tháng 10 năm 2018) là một cầu thủ bóng đá người Anh, thi đấu cho Hull City, Bournemouth, Rotherham United, Norwich City, Notts County và Gillingham từ 1959 đến 1972. Ông vô địch Football League Fourth Division năm 1970 cùng với Notts County và thi đấu tại Gillingham, có một trận hòa đầy bất ngờ trước Arsenal tại Cúp Liên đoàn bóng đá Anh.